# Курбатово (Волоколамський район)
Курбатово  (рос. Курбатово) - присілок у Волоколамському районі Московської області Російської Федерації.
Орган місцевого самоврядування - сільське поселення Теряєвське. Населення становить 21 особу (2013).

## Історія
З 14 січня 1929 року входить до складу новоутвореної Московської області. Раніше належало до Волоколамського повіту Московської губернії.
Сучасне адміністративне підпорядкування сільському поселенню з 2006 року.

## Населення
| 1852 | 1859 | 1890 | 1926 | 2002 | 2006 | 2010 |
| ---- | ---- | ---- | ---- | ---- | ---- | ---- |
| 278  | ↗304 | ↗469 | ↗549 | ↘25  | ↘20  | ↗21  |